# 欧热尔 (上马恩省)
欧热尔（法語：Aujeurres，法語發音：[oʒœʁ]）是法国上马恩省的一个市镇，属于朗格勒区。

## 地理
欧热尔（47°44'27"N, 5°10'59"E）面积12.94 平方千米，位于法国大東部大區上马恩省，该省份为法国东北部内陆省份，北起马恩省和默兹省，西接奥布省，西南接科多尔省，东南接上索恩省，东临孚日省。
与欧热尔接壤的市镇（或旧市镇、城区）包括：勒瓦勒代农、勒谢、瓦扬、维利耶莱萨普雷、阿普雷、欧布里沃。

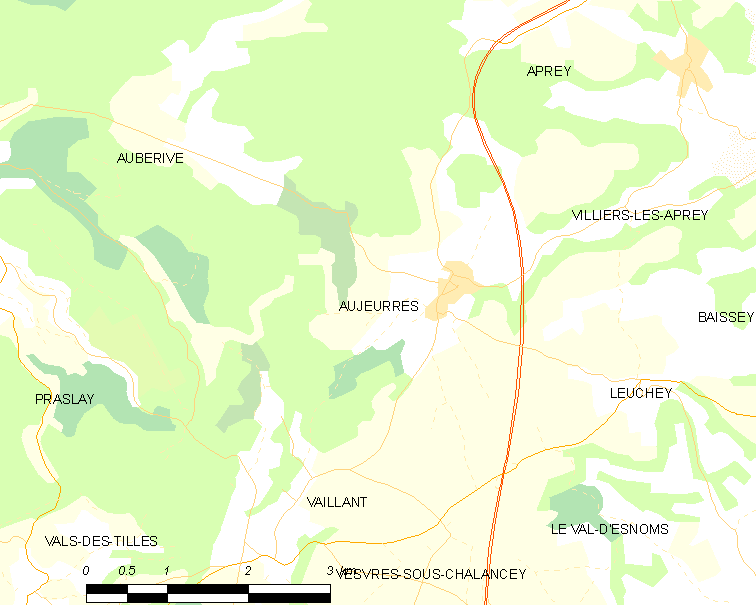
的OSM定位图

欧热尔的时区为UTC+01:00、UTC+02:00（夏令时）。

## 行政
欧热尔的邮政编码为52190，INSEE市镇编码为52027。

## 政治
欧热尔所属的省级选区为维勒居西安勒拉克县。

## 人口

1962-2008年间人口变化图示

欧热尔于2022年1月1日时的人口数量为67人。